# Bhoutan aux Jeux olympiques d'été de 2020
Le Bhoutan participe aux Jeux olympiques d'été de 2020 à Tokyo. Il s'agit de leur 10e participation aux Jeux d'été.

## Athlètes engagés
| Sport       | Hommes | Femmes | Total |
| ----------- | ------ | ------ | ----- |
| Judo        | 1      | 0      | 1     |
| Natation    | 1      | 0      | 1     |
| Tir         | 0      | 1      | 1     |
| Tir à l'arc | 0      | 1      | 1     |
| Total       | 2      | 2      | 4     |

## Résultats

### Judo
La Fédération ne distribue pas de ticket de qualifications aux championnats continentaux ou mondiaux mais c'est le classement établi au 21 juin qui permet de sélectionner les athlètes (18 premiers automatiquement, le reste en fonction des quotas de nationalité). Chez les hommes, Ngawang Namgyel (-60 kg) bénéficie d'une invitation tripartite.
| Athlète         | Compétition           | 1er tour              | 2e tour             | Quart de finale     | Demi-finale         | Repêchage           | Finale              | Rang    |         |
| Athlète         | Compétition           | Adversaire Résultat   | Adversaire Résultat | Adversaire Résultat | Adversaire Résultat | Adversaire Résultat | Adversaire Résultat | Rang    |         |
| --------------- | --------------------- | --------------------- | ------------------- | ------------------- | ------------------- | ------------------- | ------------------- | ------- | ------- |
| Ngawang Namgyel | Moins de 60 kg hommes | Akkuş Défaite 001-100 | Éliminé             | Éliminé             | Éliminé             | Éliminé             | Éliminé             | Éliminé | Éliminé |

### Natation
Le comité bénéficie de place attribuée au nom de l'universalité des Jeux.
| Athlète       | Épreuve                   | Série   | Série | Demi-finale | Demi-finale | Finale  | Finale  |
| Athlète       | Épreuve                   | Temps   | Rang  | Temps       | Rang        | Temps   | Rang    |
| ------------- | ------------------------- | ------- | ----- | ----------- | ----------- | ------- | ------- |
| Sangay Tenzin | 100 m nage libre masculin | 57 s 57 | 68e   | Éliminé     | Éliminé     | Éliminé | Éliminé |

### Tir
En mai 2021, la tireuse Lenchu Kunzang bénéficie d'une invitation tripartite.
| Athlète        | Compétition                  | Qualification | Qualification | Finale   | Finale   |
| Athlète        | Compétition                  | Points        | Rang          | Points   | Rang     |
| -------------- | ---------------------------- | ------------- | ------------- | -------- | -------- |
| Lenchu Kunzang | Carabine à air comprimé 10 m | 618,1         | 43e           | Éliminée | Éliminée |

### Tir à l'arc
Karma décroche une place qualificative en atteignant la demi-finale aux Championnats d'Asie 2019 à Bangkok, en Thaïlande.
| Athlète | Compétition        | Tour préliminaire | Tour préliminaire | 1er tour           | 2e tour          | 3e tour          | Quarts de finale | Demi-finale      | Finale / 3e place | Rang     |
| Athlète | Compétition        | Score             | Rang              | Adversaire Score   | Adversaire Score | Adversaire Score | Adversaire Score | Adversaire Score | Adversaire Score  | Rang     |
| ------- | ------------------ | ----------------- | ----------------- | ------------------ | ---------------- | ---------------- | ---------------- | ---------------- | ----------------- | -------- |
| Karma   | Individuel femmes, | 616               | 56e               | Kumari Défaite 0-6 | Éliminée         | Éliminée         | Éliminée         | Éliminée         | Éliminée          | Éliminée |